# Bernd Bransch
Bernd Bransch (n. 24 septembrie 1944, Halle, Germania Nazistă – d. 11 iunie 2022, Halle, Germania) a fost un fotbalist german, medaliat olimpic. A participat la două ediții ale Jocurilor Olimpice (1972, 1976) în care a câștigat o medalie de aur și o medalie de bronz.